# Florissant-Klasse (1751)
Die Florissant-Klasse war eine Klasse von zwei 74-Kanonen-Linienschiffen der französischen Marine, die von 1751 bis 1762 in Dienst stand.

## Geschichte
Die Klasse wurden von dem Schiffbauingenieur Pierre Morneau entworfen und zwischen 1748 und 1754 im Marinearsenal von Rochefort gebaut.

## Einheiten
| Name       | Bauwerft             | Kiellegung  | Stapellauf    | Indienststellung | Verbleib                                                                                                   |
| ---------- | -------------------- | ----------- | ------------- | ---------------- | --- |
| Florissant | Arsenal de Rochefort | April 1748  | 18. Juli 1750 | März 1751        | Im September 1762 auf Grund des schlechten Zustand außer Dienst gestellt                                   |
| Prudent    | Arsenal de Rochefort | August 1751 | 28. Juli 1753 | Oktober 1754     | Im Juli 1757 durch die Royal Navy gekapert (Belagerung von Louisbourg) dabei in Brand geraten und zerstört |

## Technische Beschreibung
Die Klasse war als Batterieschiff mit zwei durchgehenden Geschützdecks konzipiert und hatte eine Länge von 53,92 Metern (Geschützdeck), eine Breite von 14,62 Metern und einen Tiefgang von 7,23 Metern bei einer Verdrängung von 2.790 Tonnen.
Die Schiffe der Klasse waren in der damals üblichen Rahtakelage als Fregattschiff mit drei Masten (Fockmast, Großmast und Kreuzmast) ausgeführt. Die Masten und Rahen bestanden aus Kiefernholz, während das circa 80 Tonnen schwere Tauwerk und die circa 2500 m² großen Segel aus Hanf bestanden. Ein zweiter Satz, Segel und Tauwerk wurde im Laderaum als Reserve mitgeführt.
Der aus Eichenholz bestehende Rumpf schloss im Heckbereich mit einem Heckspiegel, in den Galerien integriert waren, die in die seitlich angebrachten Seitengalerien mündeten. Diese waren aus Repräsentationsgründen durch zeitspezifische Schnitzereien und Bildhauerarbeiten geschmückt und bestanden aus Ulmen-, Linden-, Pappel- und Nussbaumholz. Die Beplankung war kraweel ausgeführt, das heißt, die Enden der Planken stießen stumpf aufeinander, so dass eine glatte Außenfläche entstand.
Die Bewaffnung der Klasse bestand aus 74 Kanonen in unterschiedlichen Kalibern und verteilte sich auf die verschiedenen Decks.
|        | Unteres Batteriedeck | Oberes Batteriedeck | Backdeck      | Achterdeck     | Kanonen (Geschossgewicht) |
| ------ | -------------------- | ------------------- | ------------- | -------------- | ------------------------- |
| Design | 28 × 36-Pfünder      | 30 × 18-Pfünder     | 6 × 8-Pfünder | 10 × 8-Pfünder | 74 Kanonen (410,201 kg)   |

## Besatzung
Die Besatzung hatte im Frieden eine Stärke von 662 Mann und im Kriegsfall 727 Mann (6 bzw. 12 Offiziere und 650 bzw. 710 Unteroffiziere bzw. Mannschaften).